# Nils Claëson
Nils Ludvig Alfred Claëson, född 15 november 1848 i Botkyrka socken, död 7 januari 1910 i Stockholm, var en svensk politiker och ämbetsman. 
Claëson avlade examen till rättegångsverken vid Uppsala universitet och blev därefter assessor vid Svea hovrätt 1883 och expeditionschef vid ecklesiastikdepartementet 1884. Han valdes 1889 till justitieombudsman och 1892 utnämndes han till justitieråd. Claeson kallades 1898 till posten som statsråd och chef för ecklesiastikdepartementet i Boströms regering, en post han innehade till 1902. Claëson var även ledamot av kyrkolagskommittén 1890 och ombud vid kyrkomötet 1898. Han var preses i Samfundet Pro Fide et Christianismo 1895–99.
Claëson var gift med Fransiska Eufemia Helleday, dotter till Johan David Helleday.